# 大沢町
大沢町（おおさわまち）は埼玉県の南東部、南埼玉郡に属していた町。

## 地理
- 河川：元荒川

## 歴史
- 1889年（明治22年）4月1日 - 町村制施行により、南埼玉郡大沢町が単独で自治体を形成。大字はなし。
- 1954年（昭和29年）11月3日 - 南埼玉郡越ヶ谷町、新方村、桜井村、大袋村、荻島村、出羽村、蒲生村、大相模村、増林村と合併し越谷町となる。同日大沢町廃止。以降、旧大沢町に属した地域は越谷町の大沢地区と区分けされる。
- 1955年（昭和30年）11月3日 - 草加町の一部が越谷町へ編入する。
- 1958年（昭和33年）11月3日 - 越谷町が市制施行し越谷市となる。

## 交通

### 鉄道
- 東武鉄道
  - 伊勢崎線：武州大沢駅（現北越谷駅）